# Biedolewo
Biedolewo – nieformalna części wsi Borzyszkowy w Polsce położona w województwie pomorskim, w powiecie bytowskim, w gminie Lipnica.
Miejscowość stanowią dwie zagrody położone na północ od  Borzyszkowy, które to są częścią składową sołectwa Borzyszkowy.
W latach 1975–1998 miejscowość administracyjnie należała do województwa słupskiego.